# Hayward Mack
Hayward Mack, nato Hayward Seaton Mack (Albany, 20 marzo 1882 – Los Angeles, 24 dicembre 1921), è stato un attore di vaudeville, cinema e teatro statunitense, noto caratterista del muto, occasionalmente anche regista e sceneggiatore.

## Filmografia
- The Time-Lock Safe, regia di Harry Solter - cortometraggio (1910)
- You Saved My Life - cortometraggio (1910)
- Little Nell's Tobacco, regia di Thomas H. Ince - cortometraggio (1910)
- Their First Misunderstanding, regia di Thomas H. Ince e George Loane Tucker - cortometraggio (1911)
- The Lighthouse Keeper, regia di Thomas H. Ince - cortometraggio (1911)
- By the House That Jack Built, regia di Thomas H. Ince - cortometraggio (1911)
- The Flag of Distress, regia di Hayward Mack - cortometraggio (1912)
- The Broken Lease, regia di F.S. Walsh - cortometraggio (1912)
- The Home Strike-Breakers, regia di William Robert Daly - cortometraggio (1912)
- A Timely Repentance, regia di William H. Clifford - cortometraggio (1912)
- Percy Learns to Waltz, regia di William Robert Daly - cortometraggio (1912)
- Where Paths Meet, regia di J. Farrell MacDonald - cortometraggio (1912)
- Mr. Smith, Barber, regia di H. Hembre - cortometraggio (1912)
- A Leap for Love - cortometraggio (1912)
- Rescued by Wireless - cortometraggio (1912)
- The Lonesome Miss Wiggs, regia di William Robert Daly - cortometraggio (1912)
- A Millionaire for a Day, regia di Frederick A. Thomson - cortometraggio (1912)
- Breach of Promise, regia di W.R. Daly - cortometraggio (1912)
- The Clown's Triumph, regia di Herbert Brenon - cortometraggio (1912)
- The Maid's Stratagem, regia di Frederick A. Thomson - cortometraggio (1912)
- How Shorty Won Out, regia di Herbert Brenon - cortometraggio (1912)
- Betty, the Coxswain, regia di Herbert Brenon - cortometraggio (1912)
- The Heart of a Gypsy, regia di Herbert Brenon - cortometraggio (1912)
- Reunited by the Sea, regia di Herbert Brenon - cortometraggio (1912)
- A Bad Tangle - cortometraggio (1912)
- An Eventful Bargain Day - cortometraggio (1912)
- The New Fire Chief - cortometraggio (1912)
- The Baldheaded Club - cortometraggio (1913)
- Fresh Air Filkins - cortometraggio (1913)
- An Imp Romance - cortometraggio (1913)
- A Kimono Tragedy - cortometraggio (1913)
- The Wedding Gown, regia di Frank Powell - cortometraggio (1913)
- His Father's House - cortometraggio (1914)
- If It Were Not for Polly, regia di Dell Henderson - cortometraggio (1914)
- The Adventure of the Stolen Papers, regia di Charles M. Seay - cortometraggio (1914)
- The Unopened Letter, regia di Preston Kendall - cortometraggio (1914)
- The Adventure of the Counterfeit Money, regia di Charles M. Seay - cortometraggio (1914)
- The Million Dollar Robbery, regia di Herbert Blaché (1914)
- The Adventure of the Counterfeit Money, regia di Charles M. Seay - cortometraggio (1914)
- The Master Cracksman, regia di Harry Carey (1914)
- A Foolish Agreement, regia di Ashley Miller - cortometraggio (1914)
- Seven Days - cortometraggio (1914)
- Who's Looney Now? - cortometraggio (1914)
- What Would You Do?, regia di Joseph Levering - cortometraggio (1914)
- The Adopted Daughter, regia di Ray C. Smallwood - cortometraggio (1914)
- Cinderella, regia di James Kirkwood (1914)
- Mistress Nell, regia di James Kirkwood (1915)
- Four Feathers, regia di J. Searle Dawley (1915)
- The $50,000 Jewel Theft, regia di Murdock MacQuarrie - cortometraggio (1915)
- Inside Facts, regia di Richard Stanton - cortometraggio (1915)
- Does It End Right? - cortometraggio (1915)
- Graft, regia di George Lessey, Richard Stanton - serial (1915)
- Fighting Through, regia di William Christy Cabanne (1919)
- Put Up Your Hands!, regia di Edward Sloman (1919)
- Love Is Love, regia di Scott R. Dunlap (1919)
- Il maniaco della velocità (The Speed Maniac), regia di Edward J. Le Saint (1919
- Thieves, regia di Frank Beal (1919)
- It Happened in Paris, regia di David Hartford (1919)
- Going Some, regia di Harry Beaumont (1920)
- The Girl in the Web, regia di Robert Thornby (1920)
- Burglar Proof, regia di Maurice Campbell (1920)
- The Land of Jazz, regia di Jules Furthman (1920)
- Why Trust Your Husband, regia di George E. Marshalll (1921)
- Oliver Twist, Jr., regia di Millard Webb (1921)
- Payment Guaranteed, regia di George L. Cox (1921)
- Live Wires, regia di Edward Sedgwick (1921)
- Play Square, regia di William K. Howard (1921)
- Playing with Fire, regia di Dallas M. Fitzgerald (1921)